# 克魯托亞爾卡 (沃茲涅先斯克區)
47°43′46″N 31°50′42″E / 47.72944°N 31.84500°E
克魯托亞爾卡（烏克蘭語：Крутоярка），是烏克蘭南部尼古拉耶夫州沃兹涅先斯克区葉拉涅茨市鎮的村落。始建於1870年，面積0.67平方公里，海拔高度84米，2001年人口241，人口密度每平方公里359.7人。